# Somatosensibele schors
De  somatosensibele schors, ook wel somatosensorische cortex genoemd, ligt in het voorste gedeelte van de pariëtale kwab, waar somatische (lichaams) informatie wordt verwerkt. Dit omvat tast-, pijn-, temperatuur- en proprioceptieve (houding en beweging van lichaamsdelen) prikkels. Deze perifere prikkels bereiken via het ruggenmerg en schakelgebieden in de thalamus (nuclei ventrales posteriores) de somatosensibele schors.

## Anatomie
De somatosensibele schors  bestaat uit twee delen: de primaire en secundaire somatosensibele schors.
- Primaire somatosensibele schors

Korbinian Brodmann onderscheidde in zijn hersenkaart uit 1909 een afzonderlijke streek achter het midden van de sulcus centralis bestaande uit een aantal gebieden, waarvan hij vond dat deze op histologische gronden bij elkaar hoorden. De gebieden zouden gekenmerkt worden door de aanwezigheid van een duidelijke korrellaag en de afwezigheid van reuzenpiramidencellen. Deze afzonderlijke gebieden worden heden ten dage gerekend tot de primaire somatosensibele schors, ook wel area SI (S=Somatosensibel) genoemd. Op grond van de locatie in de hersenen gaf hij aan deze streek de naam regio postcentralis.
Hij onderscheidde daarbij de volgende gebieden van voor naar achteren:
- Area postcentralis rostralis (area 3)
- Area postcentralis intermedia (area 1)
- Area postcentralis caudalis (area 2)
- Area subcentralis (area 43)

Daarbij kan area 43 niet in haar geheel toegevoegd worden aan de primaire somatosensible schors en maakt area 43 voor een gedeelte deel uit van de secundaire somatosensibele schors'. Area 3 wordt tegenwoordig opgedeeld in area 3a en area 3b.
De primaire somatosensibele schors is gelegen in de gyrus postcentralis en de sulcus centralis. Het voorste schorsveld, de area postcentralis rostralis (area 3), bedekt de achterwand (labium posterius) van de sulcus centralis. Daarbij grenst area 3 aan area 4 (primaire motorische schors) die op de voorwand (labium anterius) van de sulcus centralis ligt. Het middelste schorsveld, de area postcentralis intermedia (area 1), ligt op het middendeel van de gyrus postcentralis. Het achterste schorsveld, de area postcentralis caudalis (area 2), bevindt zich op het achterste deel van de gyrus postcentralis en bedekt de voorwand (labium anterius) van de sulcus postcentralis. Daarbij grenst area 3 aan de area praeparietalis (area 5).
- Secundaire somatosensibele schors

Er bestaat ook een secundaire somatosensibele schors. Deze bevat area SII (S=Somatosensibel) die verder naar beneden ligt, tegen de bovenkant van de groeve van Sylvius (sulcus lateralis) aan (zie geel gebied in de afbeelding). Ook de cortex parietalis posterior (met name de aangrenzende gebieden 5 en 7 van Brodmann) worden tot de secundaire somatosensibele schors gerekend.
De somatosensibele schors is ook betrokken bij het verschijnsel van fantoomledemaat. Hierbij blijft men ondanks de amputatie van een lichaamsdeel toch gevoel in dat lichaamsdeel houden. Dit kan variëren van een gevoel van tinteling tot onaangename pijn. Het gevoel kan soms worden opgewekt door een ander intact deel van het lichaam te prikkelen.

## Afferente banen
Area SI ontvangt prikkels van de armen, de benen en de romp. Area SII ontvangt onder andere prikkels van het aangezicht. De primaire somatosensibele schors kent evenals de primaire motorische schors een somatotope organisatie. De projectie van verschillende delen van het lichaam naar de primaire somatosensibele schors wordt, net als bij de aangrenzende primaire motorische cortex, ook wel homunculus genoemd.  In tegenstelling tot de primaire motorische schors heeft de  primaire somatosensibele schors een sterk ontwikkelde laag 4 en een weinig ontwikkelde laag 5. Impulsen uit het lichaam worden via twee grote parallelle afferente banen in het ruggenmerg naar de hersenen gevoerd. Dit zijn de lemniscus medialis die tactiele en proprioceptieve informatie van de ledematen vervoert, en het anterolaterale systeem dat pijn- en temperatuurgewaarwordingen vervoert. Deze banen maken met verschillende kernen in de thalamus contact. De lemniscus medialis projecteert naar de nucleus ventralis posterolateralis thalami (hiervan gaan ledematen en romp naar het laterale deel, en gezicht naar het mediale deel). De projecties van de anterieure baan zijn meer complex. Deze vervoert pijn en temperatuurinformatie naar drie verschillende thalamusgebieden: de nucleus ventralis lateralis posterior thalami, het pulvinar en de nucleus intralaminaris thalami. Deze informatie komt deels terecht in de primaire somatosensibele schors, maar deels ook in andere delen van de cortex parietalis, alsmede daarbuiten gelegen schorsgebieden. De rol van de cortex parietalis is daarbij vermoedelijk de integratie van de verschillende somatische prikkels. Ten slotte heeft de anterieure baan ook nog een afsplitsing naar de formatio reticularis in de hersenstam.

## Uitvoerverbindingen
Verschillende lagen van de primaire somatosensibele schors projecteren naar verschillende gebieden in de hersenen. Lagen 2 en 3 hebben een uitvoer naar andere schorsgebieden, zoals de cortex parietalis posterior en SII-neuronen. Ook zijn er van hieruit projecties naar dezelfde gebieden in de andere hersenhelft via de hersenbalk. Laag 5 projecteert naar subcorticale gebieden zoals de hersenstam, het ruggenmerg en de basale kernen (striatum) en laag 6 stuurt een uitvoersignaal naar de nucleus ventralis lateralis posterior thalami.